# Єдина державна електронна система у сфері будівництва

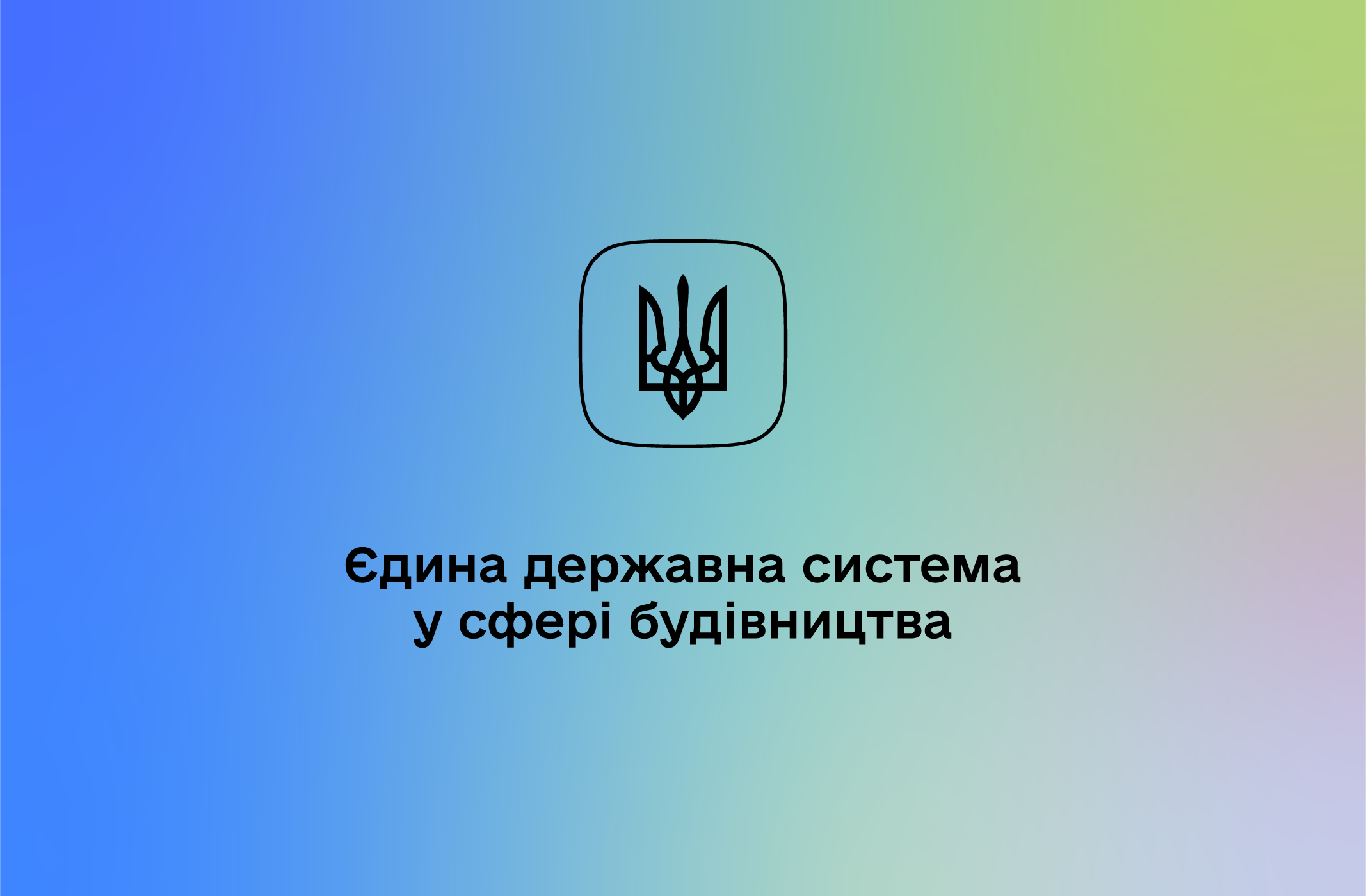
https://e-construction.gov.ua/

Єдина державна електронна система у сфері будівництва (ЄДЕССБ) - загальнонаціональна інформаційна система у складі містобудівного кадастру створена для впорядкування процесу будівництва в Україні, що через максимальну публічність інформації робить його прозорим та вільним від корупції. 
Система забезпечує створення, перегляд, відправлення, прийняття, збирання, внесення, накопичення, обробку, використання, розгляд, зберігання, захист, облік та надання інформації у сфері будівництва, а також електронну взаємодію між фізичними та юридичними особами, державними органами, органами місцевого самоврядування, центрами надання адміністративних послуг з метою отримання визначених Законом України «Про регулювання містобудівної діяльності» послуг у сфері будівництва.
ЄДЕССБ створена у співпраці Міністерства розвитку громад, територій та інфраструктури та Міністерства цифрової трансформації за підтримки USAID / UK aid проєкту «Прозорість та підзвітність у державному управлінні та послугах/ TAPAS».

## Створення
Старт роботи ЄДЕССБ відбувся у липні 2020 року. Система створена відповідно до статей 22¹, 22² та 26¹ Закону України «Про регулювання містобудівної діяльності». 

## Компоненти ЄДЕССБ

#### Реєстр будівельної діяльності
Комплексна база даних, що поєднує інформацію про об'єкти будівництва, учасників будівельного процесу, відомості про дозвільні документи, містобудівну та проектну документацію, експертизи проектів, відомості про технічну інвентаризацію та багато іншої інформації, що раніше зберігалася в розрізнених реєстрах та базах даних.

#### Електронний кабінет користувача
Виключно в електронній формі через електронний кабінет або іншу державну інформаційну систему, інтегровану з електронним кабінетом, користувачами якої є суб'єкт звернення та суб'єкт надання відповідної послуги, подаються документи для отримання таких адміністративних та інших визначених цим Законом послуг щодо об'єктів, що за класом наслідків (відповідальності) належать до об'єктів із середніми (СС2) та значними (СС3) наслідками (крім об'єктів, на які поширюється дія Закону України «Про державну таємницю»), зокрема:
- отримання права на виконання підготовчих та будівельних робіт;
- прийняття в експлуатацію закінчених будівництвом об'єктів.

Електронна система створюється з використанням програмного забезпечення, яке забезпечує його сумісність і електронну інформаційну взаємодію у режимі реального часу з іншими електронними інформаційними системами та мережами.

#### Публічний портал системи
Портал має на меті забезпечення безкоштовного безперешкодного доступу до інформації, що створюється в системі для всіх типів користувачів. На даному етапі Портал забезпечує зручний пошук інформації з можливістю проектування даних на карту, а також базові аналітичні інструменти. Також на порталі доступні корисні онлайн сервіси, які стануть в нагоді як професіоналам в цій сфері так і новачкам. Функціональність Порталу розширюється по мірі розвитку Єдиної системи в сфері будівництва.

#### Електронні послуги на порталі Дія
Всі будівельні послуги для громадян є доступними онлайн на порталі Дія – це 20 послуг для громадян і для бізнесу. Там можна отримати всі необхідні документи для початку будівельних робіт та введення в експлуатацію будівельних об’єктів -  без візиту в державні органи. 
Станом на липень 2023 року послугами вже скористались 110 тисяч разів, що показує зручність для громадян таких електронних сервісів.

#### Користувачі ЄДЕССБ
Наразі до Системи підключені:
- органи державного архітектурно-будівельного контролю;
- місцеві органи містобудування та архітектури;
- саморегулівні організації у сфері архітектурної діяльності та атестовані ними особи;
- замовники будівництва;
- проектні та експертні організації;
- органи з присвоєння адрес;
- органи охорони культурної спадщини;
- правоохоронні органи;
- виробники будівельної продукції;
- енергоаудитори;
- нотаріуси;
- ЦНАПи
- інші користувачі

Також, будь-хто може переглядати інформацію про будівництво на Публічному порталі та скористатися послугами у сфері будівництва через портал Дія. 

## Статистика використання ЄДЕССБ (станом на серпень 2023)
Дозвільні документи в системі - 420 468 
Об’єкти в системі - 105 804 (з них 37 675 - складові частини)
Заявки на будівельні послуги - 110 397

## Антикорупційний ефект ЄДЕССБ
За 2021 рік, коли система та галузь будівництва працювали на повну, цифровізація дала 1,5 млрд грн антикорупційного ефекту та 9,6 млрд грн економії для держави. 
Сьогодні планується оновлення е-системи, шляхом впровадження нових аспектів прозорості (дослідження BRDO):
- розробка публічного модулю аналітики

- збільшення кількості наборів відкритих даних, які будуть передаватись на портал у машиночитному форматі

## Відкриті дані
Публікація відомостей по будівництву в машиночитному форматі на порталі відкритих даних дозволяє створювати різноманітні автоматичні сервіси моніторингу забудови, а також проводити дослідження стану ринку.